# آلبرت چیزبرو
آلبرت چیزبرو (انگلیسی: Albert Cheesebrough; ۱۷ ژانویهٔ ۱۹۳۵ – ۲ سپتامبر ۲۰۲۰) بازیکن فوتبال اهل بریتانیا بود.
از باشگاه‌هایی که در آن بازی کرده‌است می‌توان به باشگاه فوتبال منزفیلد تاون، باشگاه فوتبال پورت ویل، باشگاه فوتبال برنلی، و باشگاه فوتبال لستر سیتی اشاره کرد.
وی همچنین در تیم ملی فوتبال زیر ۲۱ سال انگلستان بازی کرده‌است.